# Semiothisa venosata
Semiothisa venosata är en fjärilsart som beskrevs av Mcdunnough 1939. Semiothisa venosata ingår i släktet Semiothisa och familjen mätare. Inga underarter finns listade i Catalogue of Life.